# Bussière-Badil
Bussière-Badil är en kommun i departementet Dordogne i regionen Nouvelle-Aquitaine i sydvästra Frankrike. Kommunen ligger i kantonen Bussière-Badil som tillhör arrondissementet Nontron. År 2022 hade Bussière-Badil 372 invånare.

## Befolkningsutveckling
Antalet invånare i kommunen Bussière-Badil
Referens:INSEE